# ناتشو أبيليدو
ناتشو أبيليدو (بالإسبانية: Ignacio Abeledo)‏ هو لاعب كرة قدم إسباني في مركزي نصف الجناح، ولد في 5 يناير 1996 في ولبة في إسبانيا. شارك مع منتخب إسبانيا تحت 17 سنة لكرة القدم ومنتخب إسبانيا تحت 18 سنة لكرة القدم. أما مع النوادي، فقد لعب مع خيمناستيك طركونة وريال بيتيس بي وريال بيتيس ونادي برشلونة ب ونادي مالقا.

## وصلات خارجية
- ناتشو أبيليدو على موقع الاتحاد الأوربي (الإنجليزية)
- ناتشو أبيليدو على موقع قاعدة بيانات كرة القدم.إي يو (الإنجليزية)
- ناتشو أبيليدو على موقع Soccerway.com (الإنجليزية)